# Carcinoscorpius rotundicauda
Carcinoscorpius rotundicauda is een geleedpotige uit de familie degenkrabben (Limulidae).
De wetenschappelijke naam van de soort werd voor het eerst voorgesteld door Pierre André Latreille in 1802. Het is de enige soort in het monotypische geslacht Carcinoscorpius.
Deze degenkrab komt voor in delen van Azië en leeft in de landen India, Indonesië, Maleisië, de Filipijnen, Singapore en Thailand.